# Włodawa
Włodawa è una città polacca capoluogo del distretto di Włodawa nel voivodato di Lublino.
Ricopre una superficie di 17,97 km² e nel 2011 contava 13 798 abitanti.
Dal 1975 al 1998 aveva fatto parte del Voivodato di Chełm.